# Sepino
Sepino ist eine italienische Gemeinde mit 1817 Einwohnern (Stand 31. Dezember 2023) in der Provinz Campobasso in Molise und ist Mitglied der Vereinigung I borghi più belli d’Italia (Die schönsten Orte Italiens). Die Gemeinde liegt etwa 13 Kilometer südsüdwestlich von Campobasso am Tammaro und grenzt unmittelbar an die Provinz Benevento (Kampanien). 
|  |

## Geschichte
Die Samniten gründeten hier die Stadt Saepinum, die 293 vor Christus durch die Römer erobert wurde. Die Stadt wurde aus unbekannten Gründen Anfang des Mittelalters aufgegeben und erst später wieder gegründet. 
Das antike Saepinum war Sitz eines Bischofs. Bekannt ist allerdings nur der Bischof Proculeiano, der um 500 bei einer römischen Synode anwesend war. Seit 2009 besteht das Titularbistum Sepino.

## Verkehr
Durch die Gemeinde führt die Strada Statale 87 Sannitica von Benevent nach Termoli. Der Bahnhof von Sepino liegt an der Bahnstrecke Benevento–Campobasso.